# Пламичак
Пламичак је био лист ученика Основне школе „25. мај” у Крупњу.

## Историјат
Основна школа у Крупњу почела је са радом 1837. године. У периоду после Другог светског рата носила је назив „25. мај” до 1. октобра 1993. када је названа „Боривоје Ж. Милојевић” по знаменитом географу који се школовао у Крупњу.
Први број часописа изашао је 1984. као двоброј, свеске 1-2. После тога изашло је још 7 бројева - свезака редом у наредних 7 година. Последњи број 9. изашао је 1991. године.
Главни и одговорни уредник свих бројева часописа била је наставница српског језика Слободанка Васиљевић. Редакцију је чинило по неколико наставника и ученика школе.
Часопис је доносио вести о културном и јавном деловању школе, учешћу ученика на такмичењима, разговор са познатим. Ту је била и секција о спорту, рубрика „да се мало насмејете”, укрштене речи, стрип. Већину прилога су писали ученици, ту су биле и њихове песме, као и прозни састави.
Број 4. из 1986. године имао је 18 страна, између осталог имао је дужи чланак „Јара Рибникар на смотри рецитатора у Крупњу” у делу разговор са познатим. Овај број часописа је донео информацију да се школа 3. септембра 1985. уселила у нову зграду. Штампао га је ГРО „Пролетер” Лозница.